# Telmatoscopus olympia
Telmatoscopus olympia är en tvåvingeart som först beskrevs av Kincaid 1897.  Telmatoscopus olympia ingår i släktet Telmatoscopus och familjen fjärilsmyggor.
Artens utbredningsområde är Kalifornien. Inga underarter finns listade i Catalogue of Life.